# Dan Leijonwall
Dan Veijo Leijonwall, ursprungligen Svensson, född 2 september 1960 i Ludvika, är en svensk idrottsläkare.
År 2000 lade Leijonwall fram idén om FYSS (Fysisk aktivitet i sjukdomsprevention och sjukdomsbehandling) för Statens folkhälsoinstitut, som från 2005 genomförs över hela landet. 
Leijonwall är förutvarande ledamot av Svensk Idrottsmedicinsk Förenings styrelse (SIMF) och upphovsman till den idrottsmedicinska delen av Medical Link, Sveriges första medicinska webbplats, och arbetar som medicinskt ansvarig för Idrottsmottagningen IMES i Stockholm samt som konsult på portalerna Idrottsdoktorn.se och Coachen. Leijonwall är förbundsläkare och medicinskt ansvarig för Svenska Kroppskulturförbundet (SKKF).